# Cyhyraeth
El Cyhyraeth es un espíritu legendario que forma parte de la mitología galesa. Aparece como un lamento incorpóreo que se escucha antes de la muerte de una persona.
El Cyhyraeth suele ser asociado con el área cercana al río Tywi, en el este de Dyfed, así como con la costa de Glamorganshire. Se dice que el ruido es "lúgubre y desagradable", como los lamentos y suspiros de alguien mortalmente enfermo, y que suena tres veces (más débil y sútil cada vez) en forma de triple advertencia antes de que la persona fallezca. A lo largo de la costa de Glamorganshire, se dice que el Cyhyraeth se escucha antes de un naufragio, acompañado de un fuego fatuo.
Al igual que la Banshee irlandesa y la Cailleach escocesa, con las que están estrechamente relacionados el Cyhyraeth y el Gwrach-y-Rhibyn, el Cyhyraeth también suena para los nativos galeses que mueren lejos de su tierra. 

## Etimología
La etimología del término no está clara.  El primer morfema podría proceder del galés cyhyr "músculo", "tendón", o "carne", pero es incierto.  Una posibilidad alternativa es que cyhyr provenga de cyoer, a su vez proveniente de oer "frío", siendo el último componente el sustantivo aeth, que significa "dolor", "aflicción", "duelo", o "miedo".  Alternativamente, el elemento final podría ser simplemente el sufijo nominal -aeth (equivalente al español -ez o -itud). 

## Gwrach y Rhibyn
La leyenda del Cyhyraeth se suele mezclar con la de la Gwrach-y-Rhibyno Bruja de la Niebla, un monstruoso espíritu con el aspecto de una mujer terriblemente fea. Un dicho galés, para describir a una mujer poco agraciada, dice: "Y mae mor salw â Gwrach y Rhibyn" (es tan fea como la Gwrach-y-Rhibyn). El ser tiene aspecto de arpía: cabello descuidado, brazos marchitos con alas coriáceas, largos dientes negros, y rasgos pálidos, como los de un cadáver. Se acerca por la noche a la ventana de la persona a punto de morir, y la llama por su nombre,  o viaja invisiblemente junto a ella y grita cuando se acerca a un arroyo o un cruce de caminos,   y a veces se la representa lavándose las manos en los arroyos.  La mayoría de las veces, Gwrach-y-Rhibyn grita al lamentarse "Fy ngŵr, fy ngŵr!" (¡Mi marido!¡Mi marido!) o "Fy mhlentyn, fy mhlentyn bach!" (¡Hija mía!¡Hija mía!), aunque a veces usa una voz masculina y grita "¡Fy ngwraig! ¡Fy ngwraig!" (¡Mi esposa!¡Mi esposa!).
Si se aproxima la muerte, el nombre del condenado se puede escuchar en su grito estridente. Aunque es invisible la mayor parte del tiempo, a veces se la puede encontrar en los cruces de caminos o en arroyos cuando se levanta la niebla. 
Algunos especulan que esta aparición pudo haber provenido de una deidad del agua, o de un aspecto de la diosa galesa Dôn. Es la esposa de Afagddu, el hijo despreciado de Ceridwen y Tegid Foel, en algunas versiones del mito de Taliesin. 